# Exponentialfunktion

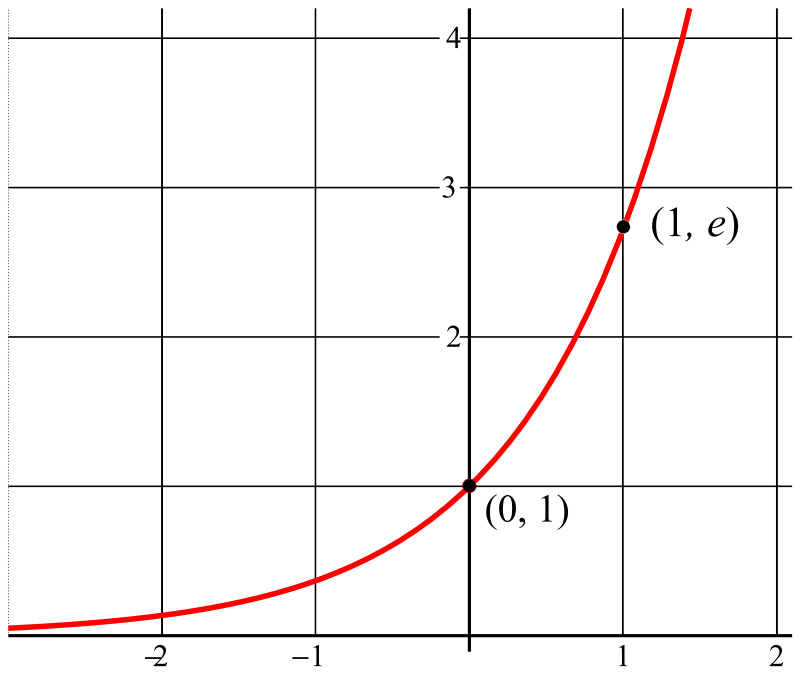
Exponentialfunktionen

Exponentialfunktioner är en klass av matematiska funktioner som kännetecknas av att funktionsvärdets ändringstakt är proportionell mot funktionsvärdet. Exempelvis kan ränta på ränta beräknas som
{\displaystyle slutbeloppet=r^{x}\cdot startbeloppet}
där rx är en exponentialfunktion, den årliga räntefaktorn är r (till exempel 1,10 för 10 % ränta) och x antalet år.
Exponentialfunktionerna kan skrivas på flera former, exempelvis
- {\displaystyle f(x)=C\cdot \mathrm {e} ^{kx}}
- {\displaystyle f(x)=C\cdot a^{x}}
- {\displaystyle f(x)=\mathrm {e} ^{kx+a}}

Då det talas om exponentialfunktionen (i bestämd form), avses funktionen f(x) = ex (skrivs även som exp(x) i de flesta programspråk). 
Talet e är den naturliga logaritmens bas och har egenskapen att 
{\displaystyle f(x)=\mathrm {e} ^{x}\quad \Rightarrow \quad f'(x)=f(x)}
det vill säga, exponentialfunktionen är sin egen derivata. Därför är det ofta lämpligt att skriva om exponentialfunktioner till basen e när de används exempelvis vid deriveringar eller i differentialekvationer.

## Definition
Det finns minst fem olika sätt att definiera exponentialfunktionen som en funktion vars definitionsmängd är de reella talen och vars värdemängd är de positiva reella talen:
1. Som en potensserie: 
{\displaystyle \mathrm {e} ^{x}=\sum _{n=0}^{\infty }{\frac {x^{n}}{n!}}=1+x+{\frac {x^{2}}{1\cdot 2}}+{\frac {x^{3}}{1\cdot 2\cdot 3}}+{\frac {x^{4}}{1\cdot 2\cdot 3\cdot 4}}+\cdots ;}
2. Som den unika lösningen till integralekvationen
{\displaystyle f(x)=1+\int _{0}^{x}f(y)\,dy;}
3. Som talet e upphöjt till talet x
4. Som den inversa funktionen till den naturliga logaritmfunktionen
5. Som en gränsfunktion:
{\displaystyle \mathrm {e} ^{x}=\lim _{n\to \infty }\left(1+{\frac {x}{n}}\right)^{n}}

Definitionerna 1 och 5 kan generaliseras till att gälla mer abstrakta rum än de reella talen. Exempelvis kan en "exponentialfunktion" definieras i så kallade Banachalgebror; dessa är Banachrum med den extra strukturen att en produkt av två element i Banachrummet förblir ett element i Banachrummet.
Har man väl valt en av ovanstående framställningar som definition av exponentialfunktionen så kommer de övriga fyra att vara teorem om exponentialfunktionens egenskaper.

## Derivator och differentialekvationer

Exponentialfunktionens derivata är lika med funktionsvärdet. Från en godtycklig punkt P på kurvan (blå), bildar tangenten (röd) och en vertikal linje (grön) med höjden h, en rätvinklig triangel med basen b. Då tangentens lutning i P är h/b och derivatan är lika med funktionsvärdet h, måste b alltid vara lika med 1

Derivatan av en exponentialfunktion är också en exponentialfunktion, närmare bestämt är
{\displaystyle {d \over dx}\mathrm {e} ^{kx}=k\mathrm {e} ^{kx}\,\!}
eller allmänt
{\displaystyle {d \over dx}a^{kx}=\ln(a)k\,a^{kx}}
Detta innebär att en differentialekvation av första ordningen 
{\displaystyle {dy \over dx}+ay=0}
har lösningen
{\displaystyle y=C\mathrm {e} ^{-ax}}
vilken kan användas för att beräkna radioaktiva ämnens sönderfallshastighet och en approximation av tillväxten av en population, då denna är så liten att medlemmarna i populationen inte konkurrerar nämnvärt med varandra om resurser.
Se vidare om differentialekvationer av första ordningen.

## Exponentialfunktioner med reella argument
Några egenskaper hos exponentialfunktioner när x är ett reellt tal:
- Exponentialfunktioner är strikt växande eller strikt avtagande.
- Exponentialfunktioner skär aldrig x-axeln – funktionsvärdet växlar aldrig tecken.

## Exponentialfunktioner med komplexa argument
En exponentialfunktion med ett komplext argument kan skrivas på formen
{\displaystyle f(x)=C\cdot \mathrm {e} ^{(a+b\mathrm {i} )x}}
som i sin tur kan skrivas på formen
{\displaystyle f(x)=C\cdot \mathrm {e} ^{ax}\cdot \mathrm {e} ^{\mathrm {i} \cdot bx}}
De första två faktorerna beter sig som en reell exponentialfunktion, med eventuell anpassning för att C kan vara ett komplext tal, medan den sista faktorn bildar komplexvärd funktion.
Den komplexvärda faktorn kan beskrivas med sambandet
{\displaystyle \mathrm {e} ^{\mathrm {i} x}=\cos(x)+\mathrm {i} \,\sin(x)}
Av detta följer också att exponentialfunktioner med rent imaginära argument ger en periodisk funktion enligt
{\displaystyle \mathrm {e} ^{\mathrm {i} (x+2\pi )}=\mathrm {e} ^{\mathrm {i} x}}